# Quercus rysophylla
Quercus rysophylla là một loài thực vật có hoa trong họ Cử. Loài này được Weath. miêu tả khoa học đầu tiên năm 1910.